# 1915

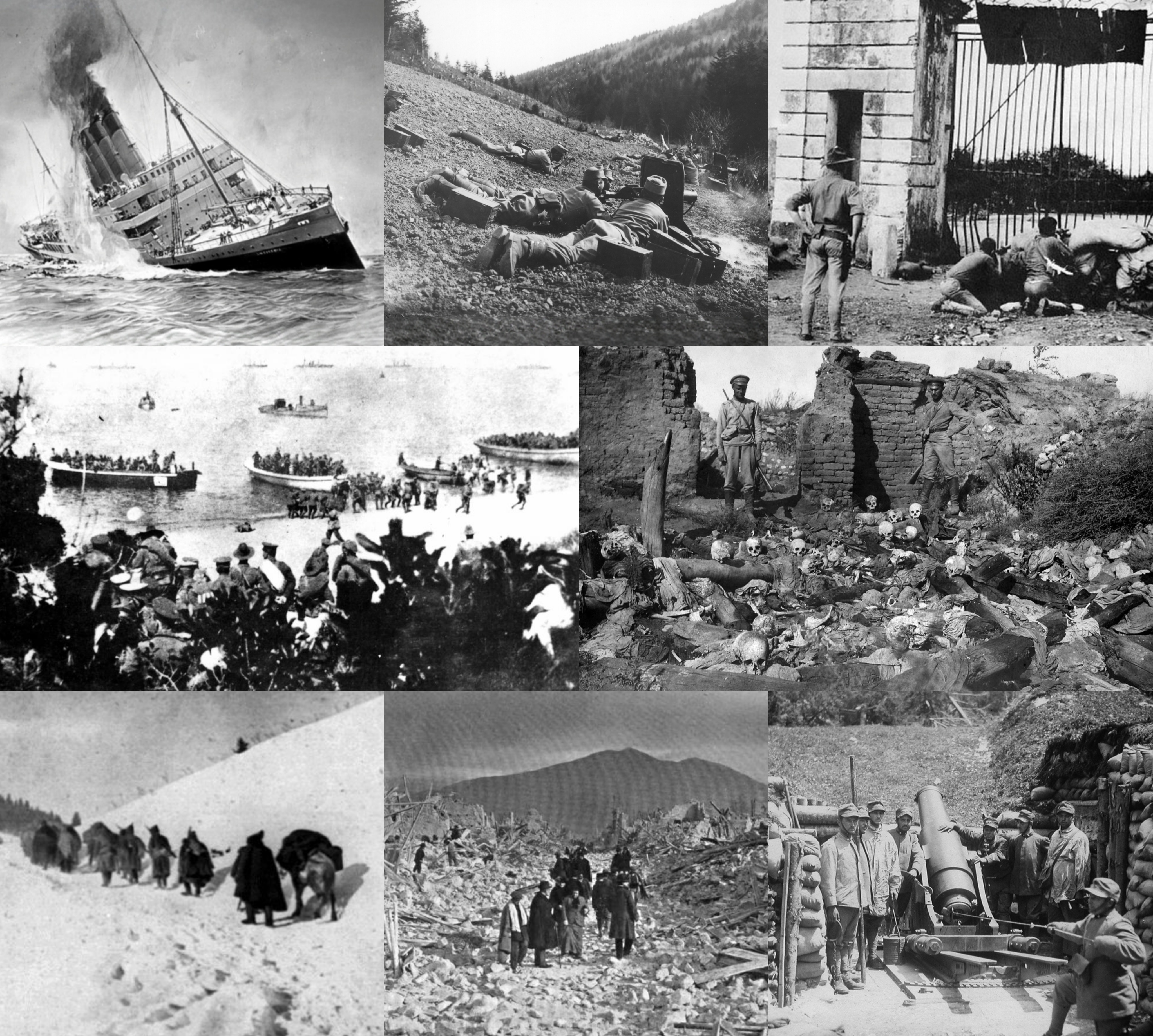

1915 (MCMXV) là một năm thường bắt đầu vào Thứ sáu của lịch Gregory và là một năm thường bắt đầu vào Thứ Năm của lịch Julius, năm thứ 1915 của Công nguyên hay của Anno Domini, the năm thứ 915  của thiên niên kỷ 2, năm thứ 15  của thế kỷ 20, và năm thứ  6   của thập niên 1910. Tính đến đầu năm 1915, lịch Gregory bị lùi sau 13 ngày trước lịch Julius, và vẫn sử dụng ở một số địa phương đến năm 1923. 

## Sự kiện
- 1 tháng 1 đến 30 tháng 3 – Quân Hiệp ước tổ chức phản công quân Đức tại Artois và Champagne.
- 13 tháng 1 – Động đất lớn ở Rôma và Abruzzes, Ý làm 29 500 người chết.
- 18 tháng 1 – Nhật Bản gửi công hàm 21 điểm cho Trung Quốc.
- 7 tháng 2 đến 21 tháng 2 – Quân Nga đại bại trong trận hồ Masurian lần thứ hai.
- 22 tháng 2 – Đức tuyên bố tiến hành chiến tranh tổng lực trên biển.
- 22 tháng 4 – Vũ khí hóa học lần đầu tiên được quân Đức sử dụng tại mặt trận phía tây (Chiến tranh thế giới thứ nhất) trong trận Ypres lần thứ hai.
- 25 tháng 4 – Lực lượng các nước Úc, Anh và New Zealand đổ bộ lên Gallipoli nhằm đánh chiếm Constantinopolis nhưng thất bại.
- 26 tháng 4 – Ý ký hiệp ước bí mật với các nước phe Entente.
- 2 tháng 5 – Liên quân Đức, Áo-Hung tổ chức phản công quân Nga tại Galicia.
- 7 tháng 5 – tàu ngầm của Đức bắn chìm tàu thương mại RMS Lusitania của Anh Quốc làm 1198 hành khách mất tích.
- 23 tháng 5 – Ý tuyên chiến với đế quốc Áo-Hung và chính thức tham gia Chiến tranh thế giới thứ nhất.
- 6 tháng 6 – Hoàng đế Đức Wilhelm II ra lệnh cấm hải quân Đức bắn vào các tàu chở khách.
- 29 tháng 7 – Hải quân Hoa Kỳ chiếm Haiti.
- 4 tháng 8 – Đức chiếm Warsaw.
- 5 tháng 9 – Khai mạc hội nghị Zimmerval.
- 11 tháng 10 – Bulgari tuyên chiến với Serbia và tham gia Chiến tranh thế giới thứ nhất theo phe Liên minh Trung tâm.
- 25 tháng 11 – Albert Einstein hoàn chỉnh và công bố thuyết tương đối rộng trước Viện hàn lâm Khoa học Phổ.[1]

## Sinh
- 23 tháng 3 – Vasily Grigoryevich Zaytsev, tay súng bắn tỉa nổi tiếng của Hồng quân Liên Xô trong Chiến tranh giữ nước vĩ đại. (m. 1991)
- 1 tháng 5 - Hoàng Văn Thái, Đại tướng Quân đội Nhân dân Việt Nam (m. 1986)
- 15 tháng 5 – Dương Thiệu Tước, nhạc sĩ người Việt Nam (m. 1995)
- 1 tháng 7 – Nguyễn Văn Linh, Tổng Bí thư Đảng Cộng sản Việt Nam (m. 1998)
- 29 tháng 8 – Ingrid Bergman, diễn viên Thụy Điển (m. 1982)
- 25 tháng 11 - Augusto Pinochet, Tổng thống độc tài Chile (m. 2006)
- 28 tháng 11 – Konstantin Mikhailovich Simonov, nhà văn, nhà thơ và nhà biên kịch Liên Xô (m. 1979)
- 20 tháng 12 – Aziz Nesin, nhà văn trào phúng Thổ Nhĩ Kỳ (m. 1995)

## Mất
- 27 tháng 4 – Alexandr Nikolaevich Scriabin, nhạc sĩ Nga (s. 1872)
- 30 tháng 4 – Charles Walter De Vis, nhà động vật học người Úc gốc Anh (s. 1829)
- 2 tháng 7 – Porfirio Díaz, Tổng thống Mexico (s. 1830)
- 23 tháng 10 – W. G. Grace, huyền thoại cricket Anh (s. 1848)[2]
- Không rõ – Nguyễn Phúc Ý Phương, phong hiệu Đồng Phú Công chúa, công chúa con vua Thiệu Trị (s. 1840)

## Giải Nobel
- Vật lý – Sir William Henry Bragg và Sir William Lawrence Bragg
- Hóa học – Richard Willstätter
- Y học (không có giải)
- Văn học – Romain Rolland
- Hòa bình (không có giải)